# Стаццано
Стаццано (итал. Stazzano) — коммуна в Италии, располагается в регионе Пьемонт, в провинции Алессандрия.
Население составляет 2217 человек (2008 г.), плотность населения составляет 124 чел./км². Занимает площадь 18 км². Почтовый индекс — 15060. Телефонный код — 0143.
Покровителем коммуны почитается святой Георгий, празднование 23 апреля.

## Демография
Динамика населения:

## Администрация коммуны
- Официальный сайт: http://www.comune.stazzano.al.it/